# Péter Eötvös
Péter Eötvös (2. ledna 1944, Odorheiu Secuiesc – 24. března 2024, Budapešť) byl maďarský hudební skladatel a dirigent narozený na území dnešního Rumunska. K jeho neznámějším dílům patří opera Tři sestry.

## Život
György Ligeti ho doporučil Zoltánu Kodálymu ke studiu na Hudební akademii Franze Liszta. Na Kodályho radu studoval skladbu u Jánose Viskiho. V 60. letech ho ovlivnil americký jazz, elektronická hudba a Pierre Boulez. Svou první oficiální skladbu z roku 1961 věnoval výpravě Jurije Gagarina do vesmíru. Téma kosmu ho pak provázelo v celém dalším díle (Psychokosmos, Seven – Memorial for the Columbia Astronauts, Multiversum). V roce 1970 mu maďarská vláda umožnila odcestovat na stipendijní pobyt do tehdejšího Západního Německa, kde se rozhodl již zůstat a emigroval. Zde studoval skladbu a dirigování u Bernda Aloise Zimmermanna na Hochschule für Musik v Kolíně nad Rýnem a začal spolupracovat s Karlheinzem Stockhausenem.
Roku 1979 ho jeho dávný vzor Pierre Boulez přizval ke spoluřízení svého orchestru Ensemble intercontemporain, vedl ho do roku 1991. V letech 1985–1988 byl hlavním hostujícím dirigentem Symfonického orchestru BBC, v letech 2003–2007 byl ve stejné pozici u Göteborského symfonického orchestru, dirigoval též Ensemble Modern, Symfonický orchestr Stuttgartského rozhlasu, Rozhlasový symfonický orchestr ve Vídni a další tělesa. 
V 90. letech se prosadil jako operní skladatel, průlomovým dílem se staly Tři sestry z roku 1998, operní adaptace Čechovovy divadelní hry. V roce 2008 měla premiéru jeho druhá nejúspěšnější opera Love and Other Demons, adaptace románu Gabriela Garcíi Márqueze. První libreto v rodné maďarštině (Valuska) zpracoval až v závěru života, roku 2023.
Provokativní nádech měla jeho Čínská opera z roku 1986, kde nevystupují zpěváci.
Roku 2006 se zúčastnil Pražského jara, v roce 2018 Moravského podzimu. V letech 2016 a 2019 spolupracoval s Českou filharmonií.
V roce 1991 založil v Maďarsku Mezinárodní Eötvösův institut na podporu mladých dirigentů a skladatelů.